# Confortorio
Confortorio è un film del 1992, diretto da Paolo Benvenuti.
Il film si basa su una storia realmente accaduta.

## Trama
Roma, 1736: Angeluccio ed Abramo, ebrei, analfabeti e ladri, vengono arrestati con l'accusa di furto con scasso; la condanna per i due rei è immediata ed è la morte per impiccagione. Nei due giorni che precedono l'esecuzione, i due ladri vengono assistiti dai confessori (religiosi) ed in particolare dai confortatori (confratelli della Confraternita della Misericordia di San Giovanni Decapitato di Roma), allo scopo di essere convertiti al cristianesimo per poter espiare così i loro peccati ed aver salva almeno l'anima. Ma a nulla vale lo sforzo dei confessori, Angeluccio ed Abramo sono irremovibili: sono nati ebrei e moriranno ebrei, nessuno potrà far cadere loro questa convinzione.

## Critica
- È un dramma di forte suggestione claustrofobica (...) sostenuto da una fotografia ispirata alla pittura fiamminga. Commento del dizionario Morandini che assegna al film tre stelle su cinque di giudizio.[2]
- Atmosfera sufficientemente intrigante (...) la parte migliore è la fotografia. Commento del dizionario Farinotti che assegna al film tre stelle su cinque di giudizio[3]

## Riconoscimenti
- Primo premio al Sulmonacinema Film Festival nel 1992.
- Nomination per il Pardo d'oro al Festival internazionale del film di Locarno nel 1992.
- Ciak d'oro per la migliore scenografia a Paolo Barbi nel 1993.[4]